# Boris Chersonskij
Boris Chersonskij (ukrajinsky Херсонський Борис Григорович; * 28. listopadu 1950, Černovice, Ukrajina) je ukrajinský básník, spisovatel, překladatel, publicista, lékař, pedagog. Žije v Oděse. Jeden z nejvýznamnějších básníků a spisovatelů na Ukrajině, autor řady prozaických děl a básnických sbírek.

## Život
Rodina Chersonských žila v Оděse od poloviny 19. století. Praděd Borise Chersonského Áron Chersonskij byl veterinárním lékařem. Jeho syn Robert (Reven) (1896–1954), děd Borise, studoval medicínu v Německu, pracoval jako lékař a primář neurologického oddělení nemocnice. Robert Aronovych Chersonskij psal básně pod pseudonymem "RaPo" a v roce 1918 vydal dvě knihy satirických básní. Je veteránem druhé světové války. Po válce Robert Chersonskij založil v Oděse psychoneurologické oddělení psychiatrické léčebny. Otec Borise Chersonského Hryhorij taktéž byl účastníkem Druhé světové války. V roce 1949 vydal básnickou sbírku "Studenti", v roce 2004 - "Návrat".
Rodina matky pochází z Besarábie a žila po válce v Černovicích, kde se Borys Chersonskyj narodil.

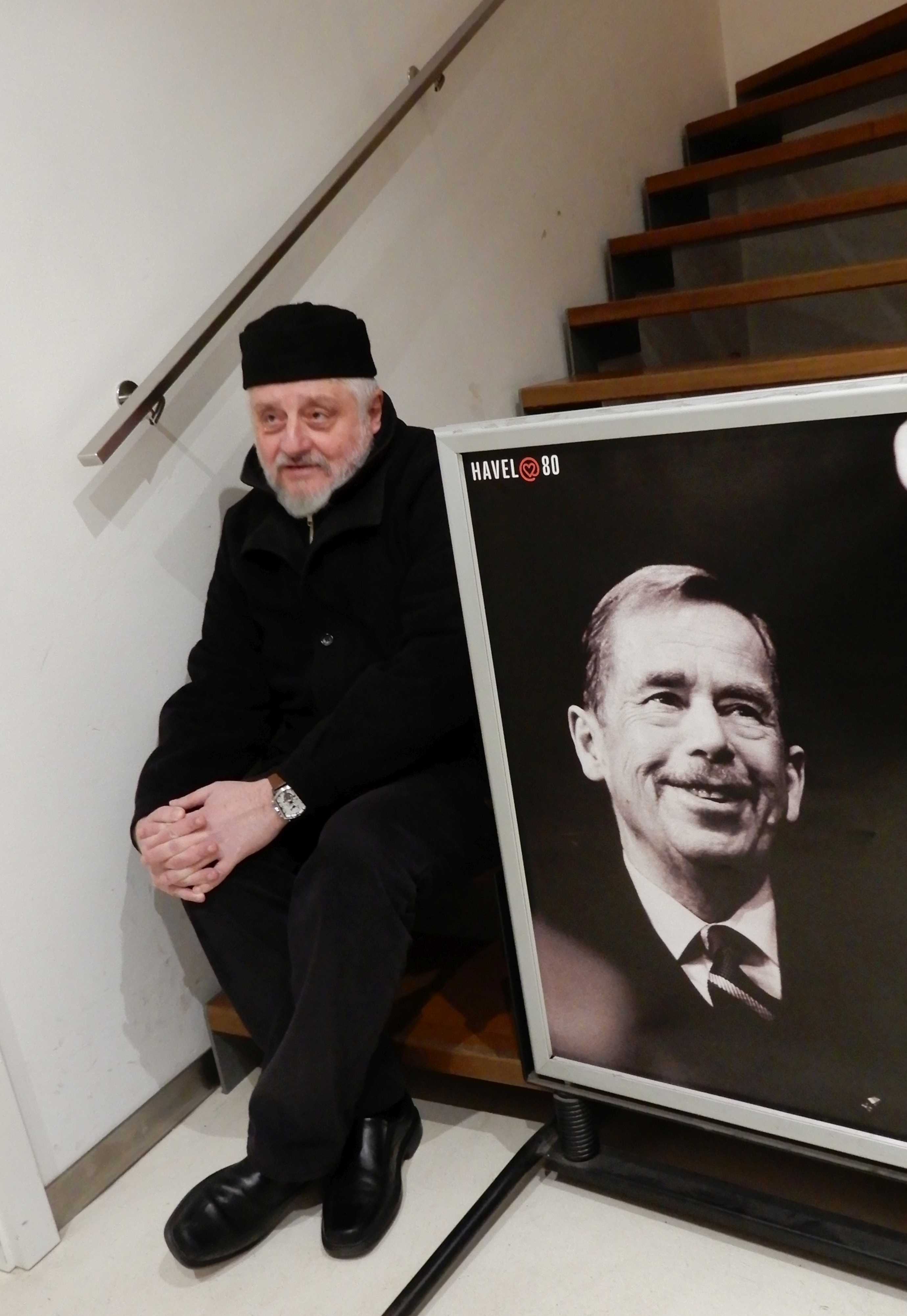
Boris Chersonskij v Knihovně Václava Havla v Praze 28.11.2018

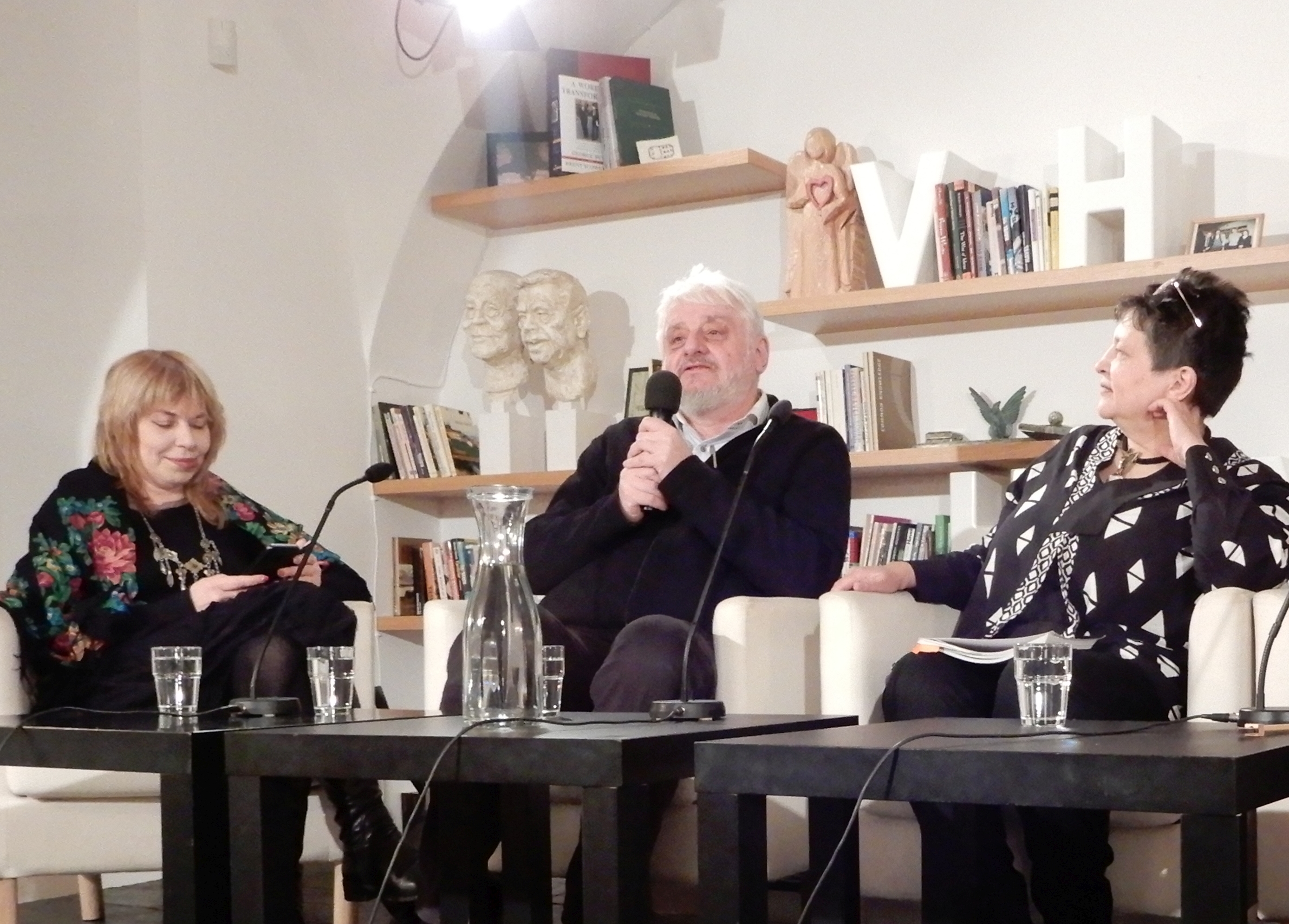
Boris Chersonskij s manželkou a s překladatelkou své knihy Džamilou Stehlíkovou v Knihovně Václava Havla v Praze 28.11.2018

Boris Hryhorjevič Chersonskij se narodil 28. listopadu 1950 v Černovicích. Dětství a dospívání strávil v Luhanské oblasti ve východní Ukrajině. Studoval lékařství v Ivano-Frankivsku a v Oděse. V roce 1974 začal pracovat jako lékař-psychiatr a klinický psycholog, zabýval se psychoanalýzou. V roce 1983 obhájil kandidátskou disertaci v oboru Klinická psychologie. V letech 1999-2015 byl vedoucím katedry klinické psychologie Oděské univerzity. Je autorem šesti monografií o psychologii a psychiatrii, včetně "Psychodiagnostiky myšlení" (2003). Od roku 2011 je prezidentem svazu psychologů a psychoterapeutů Ukrajiny. Od roku 2017 je rektorem Kyjevského institutu moderní psychologie a psychoterapie.
Boris Chersonskij navštívil Prahu 28.11.2018 a v Knihovně Václava Havla uvedl české vydání svého Rodinného románu.

## Dílo
Boris Chersonskij začal publikovat svou poezii koncem 60. let v samizdatu. V 70. a 80. letech byl jednou z nejvýznamnějších osobností na oděské samizdatové scéně. Po rozpadu SSSR od 90. let minulého století vydává svá díla na Ukrajině, Rusku, Německu, Rakousku, Nizozemsku, USA a jiných zemích.

### Rodinný archiv (1997)
Za nejvýznamnější dílo Borise Chersonského je považován román ve verších Rodinný archiv (1997). Chersonskij vychází z autentické historie svého slovansko-židovského rodu. Děj románu se odehrává v průběhu celého dvacátého století, převážně na území střední a východní Evropy. Najdeme zde nejen Oděsu, Lvov či Karlovy Vary, ale i Kolymu, Jeruzalém či Brooklyn. Autor s odstupem střízlivého pozorovatele a pečlivého dokumentaristy popisuje příběhy čtyř generací příslušníků vlastní - kdysi velmi rozvětvené - rodiny na pozadí dramatických dějinných zvratů a katastrof dvacátého století: od první světové války přes bolševickou revoluci, léta Stalinova teroru, druhou světovou válku a holocaust, až po období poválečné totality. Čtenář si skládá celkový obraz doby pomocí biografických údajů a popisek fotografovaných osob, jejich zevnějšku a atributů, i ze zdánlivě nepodstatných detailů prostředí. Z těchto útržků postupně proniká pod povrch dění, do tragických osudů rodiny, do zmizelého světa východoevropského židovství, ale i ortodoxního křesťanství jako étosu pod povrchem sovětské reality. A tak příběh jedné rodiny se tak stává eposem jednoho národa, který v minulém století byl prakticky vymazán z mapy střední a východní Evropy. První český překlad "Rodinného archivu" vydala Džamila Stehlíková roku 2018.

### Básnické sbírky
- Osmý podíl (1993)
- Za plotem (1996)
- Post Printum (1998)
- Tam a tehdy (2000)
- Stavební parcela (2008)
- Mramorový list (2009)
- Spirituály (2009)
- Dokud se nesetmělo (2010)
- Otevřený deník (2015)
- Tao te ťing. Básně a překlady (2016)

### Ocenění
- Cena časopisu «Новый мир»
- Cena festivalu poezie «Київські лаври»
- Stipendium fondu Josifa Brodského
- Zvláštní cena «Literaris» (Rakousko) za překlad knihy "Rodinná archiv" do němčiny (Wiesel Verlag, 2010)
- Laureát 4. a 5. básnické soutěže Maximiliana Vološina (2006, 2007)
- Cena H.C. Artmann (Rakousko, Salzburg) za básně věnované ukrajinskému Majdanu v překladu do němčiny (2014)